# شکل‌پذیری
کِشایی یا شکل‌پذیری (به انگلیسی: Ductility) یک خاصیت ذاتی و کیفی ماده است، مقیاسی برای اندازه‌گیری و قابلیت مواد برای تغییر شکل پلاستیکی قابل‌توجهی پیش از گسیختگی، که ممکن است به صورت درصد افزایش طول یا درصد میزان کاهش به دست آمده از یک آزمون کشش نیز بیان شود. شکل‌پذیری معیاری برای اندازه‌گیری میزان تغییر شکل پلاستیک قبل از وقوع شکست می‌باشد.

نمونه نمودار تنش کرنش

مواد شکل‌پذیر می‌توانند کرنش‌های بزرگ را حتی پس از رسیدن به نقطه تسلیم تحمل کند. در طرف مقابل، مواد شکننده، مقاومت کمی در برابر کرنش‌های پلاستیک دارند و در برخی از موارد، هیچ کرنش پلاستیکی را تحمل نمی‌کنند. در واقع هر چه فاصله بین استحکام تسلیم و گسیختگی در نمودار تنش کرنش ماده بیشتر باشد، ماده شکل‌پذیر تر است. در مواد شکننده که چدن، شیشه، و سنگ را شامل می‌شود، گسیختگی آن‌ها بدون تغییر قابل توجهی در آهنگ افزایش طول اتفاق می‌افتد، یعنی در مواد شکننده، تفاوتی میان استحکام نهایی و استحکام شکست وجود ندارد. همچنین، کرنش مواد شکننده در لحظهٔ گسیختگی بسیار کوچکتر از مواد شکل‌پذیر است.

با توجه به نمودار تنش کرنش، سطح شکست مواد شکل‌پذیر نیز با مواد شکننده متفاوت خواهد بود.

تفاوت شکست در ماده نرم cو ماده شکننده a

به‌طور کلی، یک ماده شکل‌پذیر باید دارای مقاومت تسلیم قابل‌اندازه‌گیری باشد، که در آن نقطه تغییر شکل پلاستیکی غیرقابل بازگشت آغاز می‌شود و همچنین باید یکی از شرایط زیر را نیز در این حالت برآورده سازد:
1. یا افزایش طولی آن حداقل در ۵٪ دچار شکست و اختلال گردد، یا کاهش منطقه آن حداقل در ۲۰٪ افزایش طول منجر به پارگی و گسستگی گردد.
2. کرنش واقعی آن حداقل در ۱۰٪ منجر به گسیختگی گردد.[۳]

خاصیت چکش خواری، خصوصیت مشابهی است که قابلیت یک ماده برای تغییر شکل تحت تأثیر تنش‌های فشردگی می‌باشد؛ این خاصیت اغلب توسط قابلیت مواد برای ایجاد یک صفحه نازک در اثر چکش‌خوری یا نورد مشخص می‌شود. هر دوی این خصوصیات مکانیکی جنبه‌هایی از پلاستیسیته ی مواد هستند، به این معنا که یک ماده جامد می‌تواند به صورت نرم و با قابلیت چکش‌خواری بدون شکستگی و ترک تغییر شکل یابد. همچنین این نوع خصوصیات مواد به دما و فشار نیز وابستگی دارند. شکل‌پذیری و خاصیت چکش‌خواری همیشه هم راستا با یکدیگر نیستند، به عنوان مثال، درحالی که طلا دارای قابلیت شکل‌پذیری و چکش‌خواری بالایی می‌باشد، سرب دارای شکل‌پذیری پائین بوده اما دارای قابلیت چکش‌خواری بالایی می‌باشد؛ درحالی که یک اونس طلا را می‌توان به صفحه‌ای که ۹ متر مربع و به ضخامت ۰٫۰۰۰۰۱۸ سانتی‌متر را می‌پوشاند، مورد چکش‌خواری قرار داد. کلمه شکل‌پذیری را گاهی می‌توان برای بیان هر دو نوع حالت‌های پلاستیکی به کار برد. 

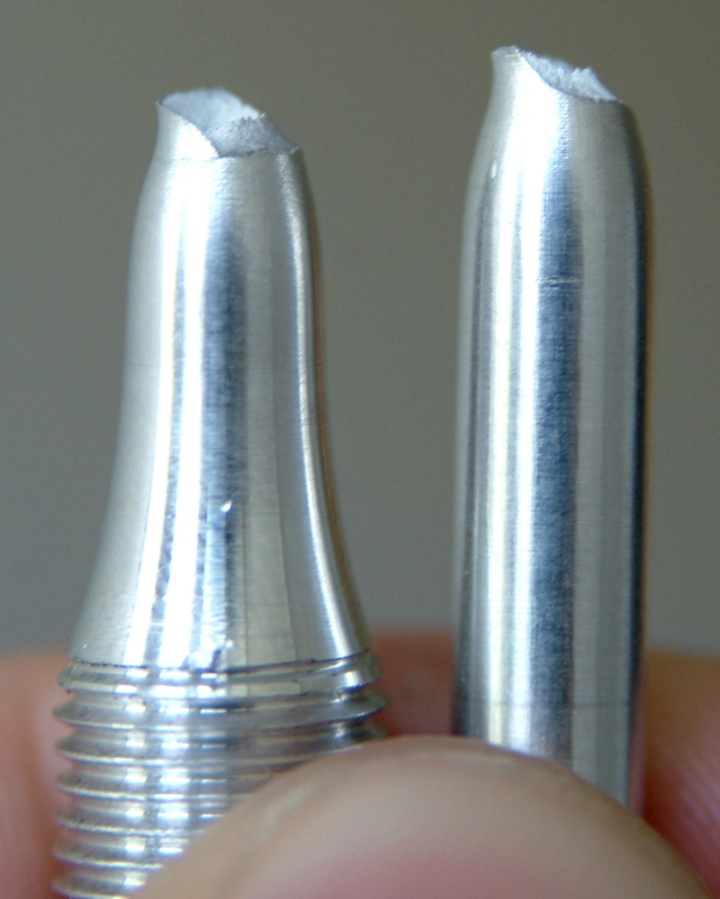
نمونه واقعی ماده نرم پس از شکست

## اهمیت شکل‌پذیری
شکل‌پذیری در فلزکاری بسیار پراهمیت می‌باشد، زیرا موادی که تحت فشار دچار ترک، شکستگی یا خردشدن می‌شوند را نمی‌توان با اسفاده از فرآیندهای شکل‌دهی به فلزات نظیر چکش‌کاری، نورد، کشیدن یا جداسازی دستکاری نمود. مواد دارای قابلیت چکش‌خواری را می‌توان با روش سرد با استفاده از روش‌های مهرزنی یا پرس‌سازی شکل داد، درحالی که مواد شکننده ممکن است ریخته‌گری یا شکل‌دهی گرمایشی شوند.

## شکل‌پذیری فلزات
درجات بالای شکل‌پذیری به دلیل پیوندهای فلزی ایجاد می‌شود، که به‌طور عمده در فلزات یافت می‌شوند و منجر به درک مشترکی می‌شوند که فلزات به‌طور کلی شکل‌پذیر هستند. الکترون‌های پوسته ظرفیت پیوندهای فلزی آزاد بوده و با بسیاری از اتم‌های دیگر به اشتراک گذاشته می‌شوند. این الکترون‌های آزاد به اتم‌های فلزی این امکان را اعطا می‌نمایند تا بر روی یکدیگر بدون اینکه تحت تأثیر نیروهای دافعه قوی قرار داشته باشند بلغزند که منجر می‌شود مواد دیگر دچار شکستگی شوند.
شکل‌پذیری فولاد بسته به مواد آلیاژی آن متغیر می‌باشد. افزایش مقدار کربن باعث کاهش قابلیت شکل‌پذیری آن می‌شود. بسیاری از پلاستیک‌ها و جامدات بی‌شکل، نظیر Play-Doh، نیز چکش‌خوار هستند. شکل‌پذیرترین ماده پلاتینیوم است و چکش‌خوارترین ماده طلا است. این چنین مواد زمانیکه تحت کشش بیش از حد قرار می‌گیرند، نظیر فلزات که از طریق تشکیل، جهت‌بندی مجدد و تغییر و مهاجرت دوگانه‌های کریستالی بدون سخت‌شوندگی قابل‌توجه دچار تغییر شکل می‌گردند.

## دمای تبدیل شکل‌پذیری ـ شکنندگی
دمای تبدیل شکل‌پذیری ـ شکنندگی (DBTT)، دمای شکل‌پذیری صفر (NDT)، یا دمای تبدیل شکل‌پذیری صفر یک فلز دمایی است که در آن دما انرژی شکست در زیر مقدار از پیش تعیین شده عبور می‌نماید (برای فولادها عموماً ۴۰ ژول در آزمون فشاری شارپی استاندارد). DBTT زمانی دارای اهمیت است که یک فلز زیر دمای DBTT بسیار خنک شود، آن فلز زمانی که فشار به جای خمیدگی با تغییر شکل افزایش یابد، تمایل بسیار زیادی به شکستگی و خردشوندگی دارد. به عنوان مثال، زاماک ۳ در دمای اتاق دارای قابلیت شکل‌پذیری خوبی است، اما زمانی که در دماهای زیر صفر تحت فشار قرار می‌گیرند، دچار شکستگی و خردشوندگی می‌شود. DBTT مثال بسیار مهمی در انتخاب موادی است که تحت تأثیر تنش‌های مکانیکی قرار می‌گیرند. پدیده مشابهی، دمای تبدیل شیشه، در شیشه‌ها و پلیمرها رخ می‌دهد، هرچند این مکانیزم به طول کامل از مکانیزم رخ داده در اجسام و مواد بی‌شکل متفاوت است. در برخی از مواد، انتقال نسبت به سایر مواد تیزتر بوده و عموماً نیاز به یک مکانیزم تغییر شکل حساس به دما دارد. به عنوان مثال، در موادی با شبکه مکعبی با بدنه مرکزی bcc, DBTT کاملاً مشخص و آشکار است، طوری که حرکت جابجایی پیچ‌خوردگی چون نظم و ترتیب مجدد جابجایی هسته پیش از لغزش نیاز به فعال‌سازی گرمایی دارد، به میزان بسیار زیادی به دما وابستگی دارد. این امر می‌تواند برای فولاد با مقدار بالای آهن بسیار مشکل‌افرین باشد. این امر به‌طور کلی منجر به ایجاد شکستگی‌های پوسته‌ای جدی در کشتی‌های لیبرتی در آب‌های سرد در خلال جنگ جهانی دوم گردید که منجر به غرق شدن بسیاری از آنها شد. همچنین DBTT می‌تواند تحت تأثیر عوامل خارجی نظیر تابش نوترونی نیز قرار گیرد، که منجر به افزایش عیوب شبکه‌های داخلی و کاهش انعطاف‌پذیری متناظر با این امر و افزایش در DBTT گردد.
دقیق‌ترین روش اندازه‌گیری DBTT یک ماده به روش آزمون شکستگی می‌باشد. عموماً آزمون خمش چهار نقطه‌ای در یک محدوده دمایی بر روی میله‌های ازپیش ترک‌خورده مواد جلاداده شده انجام می‌گیرد.
برای آزمایش‌ها انجام شده در دماهای بالاتر، فعالیت جابجایی افزایش می‌یابد. در یک دمای خاص، جابجایی نوک ترک و شکاف‌ها را طوری می‌پوشاند که مقدار تغییر شکل اعمال شده برای این مقدار تنش در نوک ترک برای دستیابی به مقدار بحرانی جهت شکستگی (KiC) کافی نیست. دمایی که در آن دما این امر رخ می‌دهد، دمای تبدیل تغییر شکل ـ شکستگی است. اگر آزمایش‌ها در مقدار کشش بالاتری صورت گیرد، محافظت بیشتری در خصوص جابجایی نیاز است تا مانع از شکنندگی در ترک‌ها شود، و دمای تبدیل در این حالت باید افزایش یابد.

## شکل‌پذیری منیزیم
آلیاژهای پایه منیزیم به علت داشتن خصوصیات مکانیکی منحصر به فرد از حمله استحکام به وزن بسیار بالا در سال‌های اخیر مورد توجه صنایع مختلف قرار گرفته‌است. یکی از مشکلات در قطعات ریخته‌گری شده آلیاژهای منیزیم درشت دانگی و متغیر بودن اندازه دانه‌ها می‌باشد که این مسئله سبب ضعف خواص مکانیکی و تخلخل‌های ریز می‌شود که جهت ریز کردن دانه‌ها از زیرکونیم استفاده می‌کنند. این مکانیزم به این گونه است که طی یک مکانیزم پریتکنیکی حالت مذاب آلیاژ منیزیم با لایه ای از محلول مذاب حاوی روی احاطه شده و هنگام انجماد به عنوان جوانه زا عمل می‌کند.
منزیم دارای خواصی از جمله شکل‌پذیری در دمای پایین در دمای اتاق و مقاومت پایین در برابر سایش و خوردگی و غیره است که باعث استفاده محدود آن در صنعت شده‌است.

## شکل‌پذیری آلومینیوم

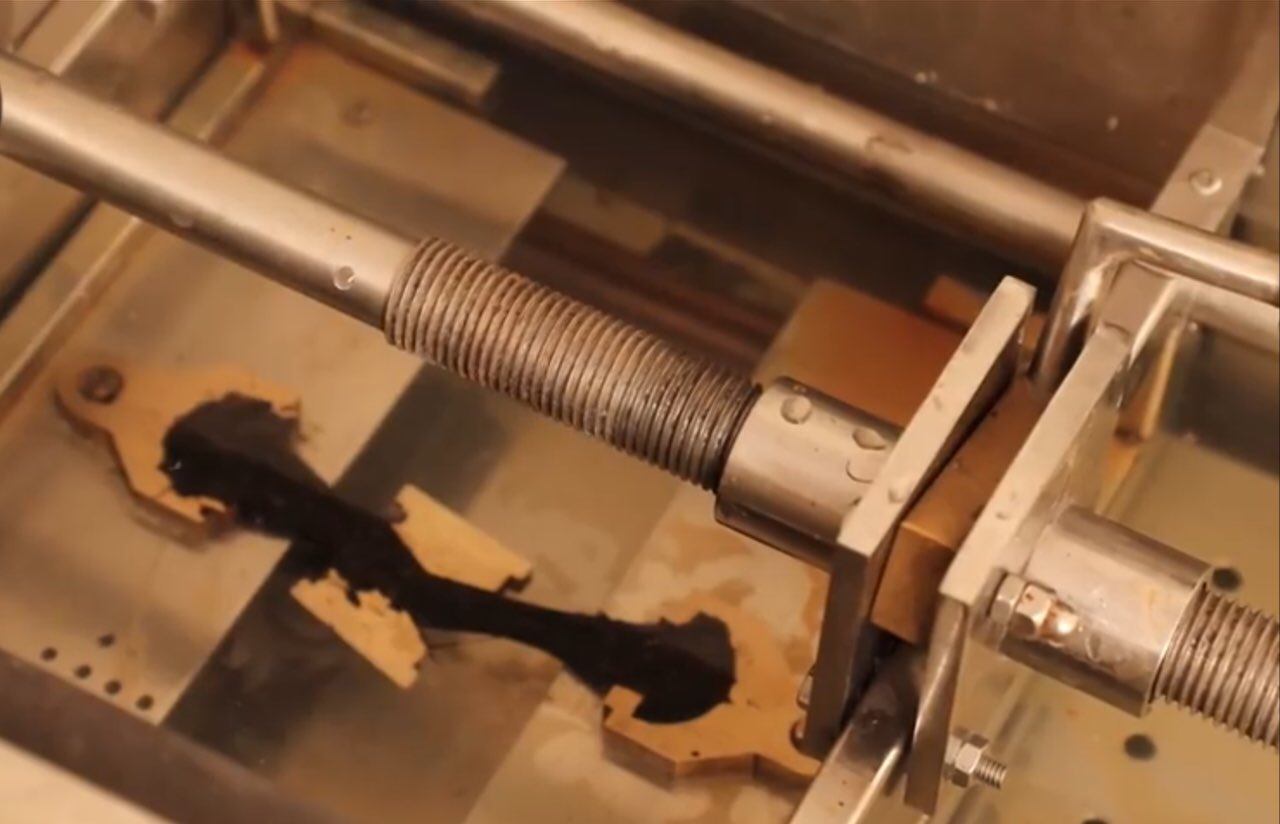
تست شکل‌پذیری

شکل‌پذیری آلومینیوم دارای نسبت استحکام به وزن بالا و خواص خوردگی مناسبی هستند. قابلیت شکل‌پذیری پایین در دمای اتاق عیب عمده آن هاست.. برای رفع این محدودیت از عملیات شکل دهی گرم استفاده می‌شود.. یکی از فرایندهای شکل دهی روش کشش عمیق هیدرودینامیکی با فشار شعاعی می‌باشد که در حالت گرم تحقیقی بر آن گزارش نشده‌است.. در پروژهش حاضر پس از برری امکان شکل دهی آلیاژ آلومینیوم ۵۰۲۰ در فرایند کشش عمیق هیدرودینامیکی گرم به مطالعه اثر فشار سیال و دما و هم چنین سرعت فرایند بر روی توزیع ضخامت و نیروی سنبه برای شکل دهی قطعه ای استوانه ای با کف تخت پرداخته شد.. به منظور انجام تحلیل جامع شبیه‌سازی فرایند با استفاده از نرم‌افزار اباکوس انجام گرفت. نشان داده شده‌است که افزایش فشار تا یک مقدار معین باعث بهبود ضخامت می‌شود و نیروی سنبه بیشتر می‌شود و نیروی مورد نیاز سنبه با افزایش دما کاهش یافت ولی با تغییرات سرعت سنبه ثابت ماند. نشان داده شده‌است که کاهش ضخامت بیشینه در حالت‌های گرم غیر هم دما و دمای محیط کمتر از گرمای هم دما بوده ولی نیروی بیشینه سنبه در حالت گرم هم دما کمتر می‌باشد.